# Leiobunum montanum
Leiobunum montanum is een hooiwagen uit de familie Sclerosomatidae.